# Latakia
Latakia, auch Lattakia, Ladiqiya, das antike Laodicea oder Laodikeia (griechisch Λαοδίκεια, türkisch Lazkiye, arabisch اللاذقية, DMG al-Lāḏiqiyya, im Dialekt il-Lāzʾiyye), ist die einzige große syrische Hafenstadt am Mittelmeer und zugleich Hauptstadt des Gouvernements Latakia.

## Lage
Latakia liegt 50 Kilometer südlich der türkischen Grenze in einem schmalen, landwirtschaftlich intensiv genutzten Küstenstreifen, der im Osten durch die Bergkette des Dschebel Ansariye begrenzt wird. Die Entfernung von Damaskus beträgt rund 350 Kilometer, von Aleppo 180 Kilometer. Die nächstgelegenen Städte sind Dschisr asch-Schughur, etwa 70 Kilometer nordöstlich, jenseits des Ansariyah-Berges am Orontes, und Dschabla, ein Fischerort 20 Kilometer südlich an der Küste.

## Bevölkerung
Latakia gilt als syrische Hauptstadt der Alawiten, obwohl in ihr eine sunnitische Bevölkerungsmehrheit lebt. Eine große Minderheit sind griechisch-orthodoxe und melkitisch griechisch-katholische, in geringerer Zahl syrisch-orthodoxe, syrisch-katholische und armenisch-apostolische Christen. Alle Religionsgruppen sind relativ liberal und geben der Stadt ein weltoffenes Flair. Die Alawiten leben hauptsächlich in den ländlichen Regionen der Provinz. Nach einer Schätzung von 2002 beträgt die Zahl der Alawiten in der Provinz 70 Prozent, die Zahl der Christen 14 Prozent, der Sunniten 12 Prozent, und 2 Prozent sind Ismailiten. Für die Stadt werden 383.786 Einwohner angegeben (Zählung 2004). Eine Berechnung für 2012 nennt 402.700 Einwohner. Im Zuge inländischer Flüchtlingsbewegungen infolge des syrischen Bürgerkriegs wurde für 2023 von einer Wohnbevölkerung von über 700.000 Einwohnern ausgegangen.

## Geschichte
Im 2. Jahrtausend v. Chr. gab es an der Stelle von Latakia die kleine Siedlung Ramatha, die zum Einflussbereich von Ugarit gehörte. Alexander der Große zog nach seinem Sieg über die Perser in der Schlacht bei Issos 333 v. Chr. durch den Ort. Erst nach seinem Tod 323 v. Chr., als Syrien an die Seleukiden gefallen war, gründete Seleukos I. um 300 v. Chr. eine Stadt, die er nach seiner Mutter Laodike benannte. Zusammen mit Antiochia, Apameia und Seleukia bildete Laodicea eine Tetrapolis. Diese Stadtanlagen besaßen eine ähnliche Gliederung in rechtwinklige, etwa 120 mal 57 Meter große Häuserblocks (insulae) und bildeten die Grundlage für die Hellenisierung des syrischen Kleinasien. Der Hafen wurde seit der frührömischen Kaiserzeit benutzt. Im heutigen Latakia stehen als einzige antike Baureste noch ein vom römischen Kaiser Septimius Severus an einer Straßenkreuzung errichtetes Tetrapylon und vier Säulen eines Bacchustempels. Das Gerüst der antiken Stadt bildete der von Norden nach Süden verlaufende Cardo, eine seiner drei kreuzenden Querachsen führte zum Tetrapylon, eine andere verband den Hafen mit der Zitadelle. Mit der Reichsteilung von 395 kam die Stadt zum Byzantinischen Reich. Die Nikolauskirche wurde im 6. Jh. errichtet.

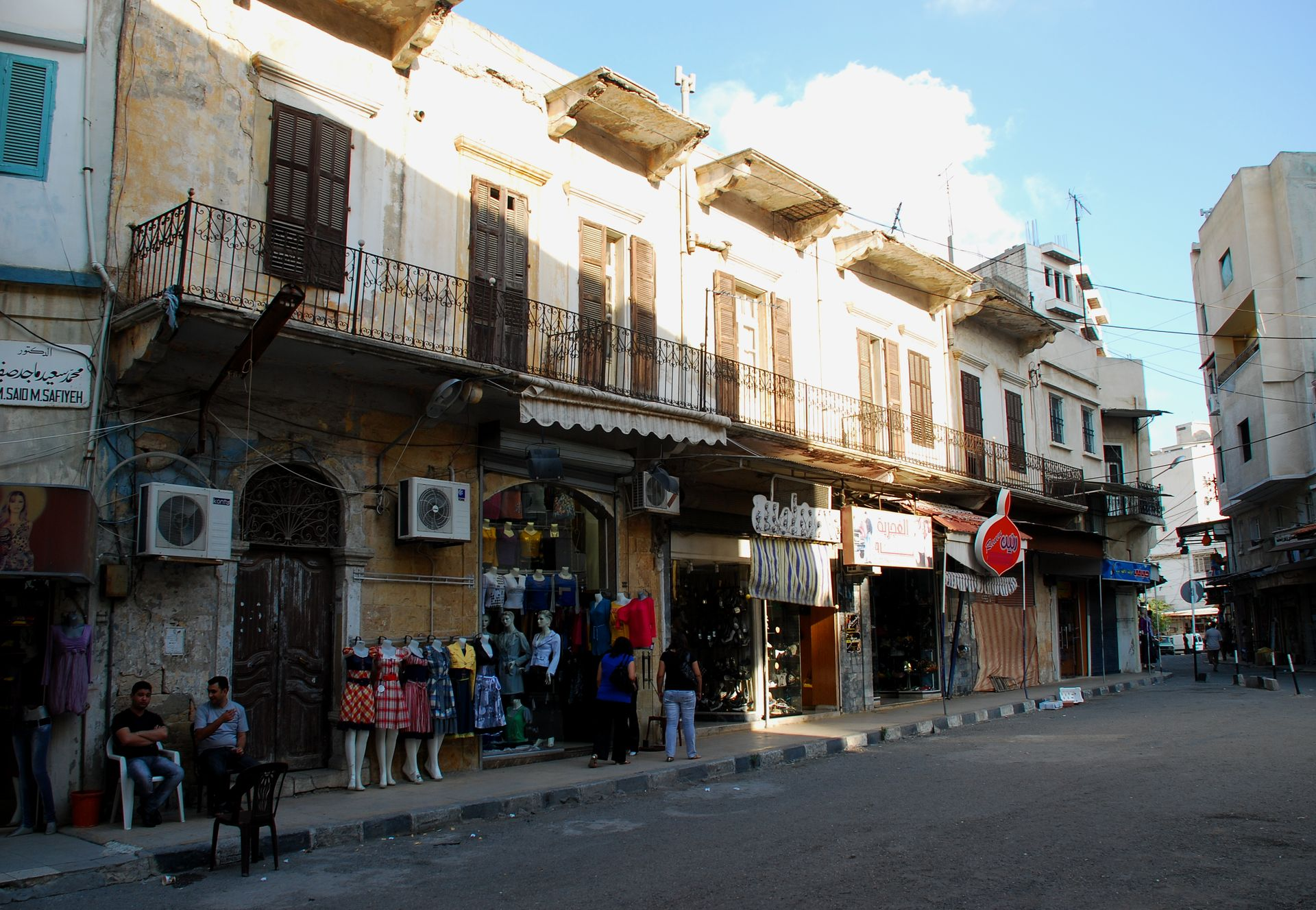
Eines der wenigen, zum Teil noch erhaltenen Häuser aus französischer Mandatszeit. Das zweite Obergeschoss wurde abgetragen

Latakia wurde 638 von den Arabern erobert. Im Jahr 969 gelang es jedoch den Byzantinern, die vorausgegangene Zeit der Instabilität während der Abbasiden-Herrschaft auszunützen und die Stadt zurückzugewinnen. Die Seldschuken unter Malik Schah I. eroberten sie im Jahre 1084, doch diesmal konnte sie bereits 13 Jahre später, 1097, von den Kreuzfahrern des Ersten Kreuzzugs eingenommen werden. Nach einigen Streitigkeiten mit den Byzantinern wurde sie 1108 Teil des Fürstentums Antiochia, eines der Kreuzfahrerstaaten.
35 Kilometer von Latakia entfernt liegt die Burg Sahyun inmitten eines Nadelwaldgebietes im steilen Küstengebirge. Sie gelangte ebenfalls 1108 in die Hände der Kreuzfahrer, wurde jedoch 1188 von Sultan Saladin bezwungen. Nach der Eroberung weiter Teile des Fürstentums Antiochia durch den Mamluken-Sultan Baibars I., der damit das Ende des Fürstentums Antiochia herbeiführte, fiel die Stadt 1260 an die Grafschaft Tripolis und wurde 1287 wie die Burg Sahyun von den Mamluken erobert.
Während der osmanischen Herrschaft kam es ab dem 16. Jahrhundert zu einer wirtschaftlichen Stagnation, der Seehafen wurde zugunsten von anderen Hafenstädten wie Alexandretta, Beirut und Tripoli vernachlässigt. Mehrere Erdbeben Ende des 17. Jahrhunderts und im 18. Jahrhundert trugen dazu bei, dass die Stadt sich nicht erholen konnte. Im 19. Jahrhundert war der Hafen derart versandet, dass die meisten Schiffe außerhalb vor Anker gehen mussten.

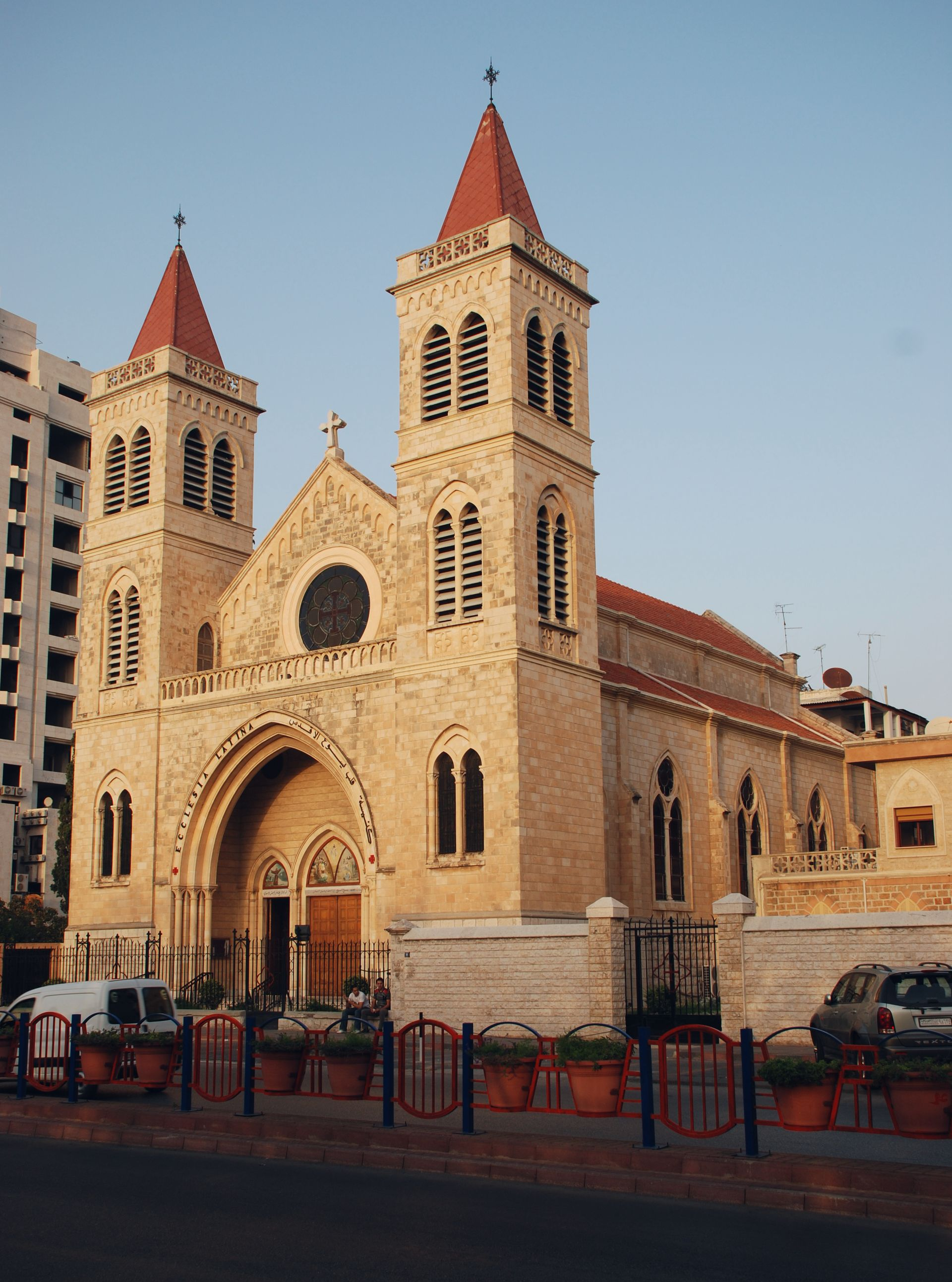
Römisch-katholische Herz-Jesu-Kirche

Um 1914 war Latakia eine Kleinstadt mit 7000 Einwohnern, die nach dem Ende des Ersten Weltkrieges 1920 Teil des französischen Mandatsgebietes und innerhalb von diesem aufgrund ihres hohen alawitischen Bevölkerungsanteils die Hauptstadt des Alawitenstaates wurde. Mit der Abtretung von İskenderun an die Türkei 1939 verblieb für das 1945 unabhängige Syrien Latakia als einziger Seehafen. Der unter französischer Mandatszeit begonnene Ausbau des Hafens wurde durch ein großzügiges Erweiterungsprogramm ab 1950 fortgeführt. Die syrische Regierung lud nach Berichten aus diesem Jahr amerikanische Experten ein, um den Bau des Hafens zu überwachen. Noch 1956 gab es für große Schiffe keine Kais. Deren Waren mussten zunächst auf See in Leichter umgeladen werden. Seit 1957 wird der größte Teil der syrischen Getreide- und Baumwollexporte über Latakia verschifft.
Im Jahr 1956 schloss Staatspräsident Schukri al-Quwatli mit führenden Politikern der Sowjetunion einen Vertrag, nach dem Syrien wirtschaftliche und militärische Hilfe erhalten sollte. Im Hafen Latakia trafen zur selben Zeit sowjetische Flugzeuge, Panzer und andere Kriegsgeräte ein. Die Sowjetunion schlug 1957 den Bau eines Hafens für die sowjetische Marine bei Latakia vor. Später entstand in Minat al-Bayda, elf Kilometer nördlich, ein kleiner syrischer Militärhafen. Die sowjetische Marine erhielt statt Latakia 1971 einen Teil der Marinebasis Tartus als Stützpunkt.
Das städtische Wachstum durch Landflucht führte an den Rändern der Stadt zum Bau von ausgedehnten Baracken- und Lehmhäusersiedlungen. Von 1940 bis 1967 verdreifachte sich die Einwohnerzahl. Mit Beginn des Libanesischen Bürgerkrieges 1975 fielen die libanesischen Seehäfen Beirut und Tripoli für den syrischen Handel aus und Latakia musste deren Aufgaben übernehmen.
Latakia erfuhr nach dem Zweiten Weltkrieg während der Zeit der Machtkämpfe innerhalb der Regierung, zu der lokale Alawitengruppen in Opposition standen, eine eher geringe Unterstützung. Dies änderte sich mit der Machtübernahme durch Hafiz al-Assad 1970, der als in der Region geborener Alawit über Familienbeziehungen begann, Projekte in der Stadt großzügig zu unterstützen. So ließ er, zusätzlich zu dem bereits vorhandenen Fußballstadion, ein überdimensioniertes Stadion (al-Assad Stadion) mit 35.000 Sitzplätzen drei Kilometer nördlich des Zentrums sowie einen internationalen Flughafen, den Bassel Al-Assad International Airport (20 Kilometer südlich, in der Nähe seines Geburtsortes Qardaha), errichten.
Latakia war einer der Schauplätze des syrischen Bürgerkriegs, der von Aufständischen gegen Präsident Baschar al-Assad und dessen Regierung geführt wurde. Bei mehreren Demonstrationen wurden Protestierende erschossen. Die syrische Regierung machte bewaffnete Provokateure für die Angriffe auf Oppositionelle verantwortlich. Augenzeugen zufolge soll die syrische Armee Mitte August 2011 von Kriegsschiffen aus auf die Stadt gefeuert haben. Die staatliche Nachrichtenagentur SANA dementierte jedoch, dass Latakia vom Meer aus angegriffen worden sei. Ihren Angaben zufolge wurden zwei Polizisten sowie vier nicht identifizierte, bewaffnete Männer getötet. Auch das Außenministerium der Vereinigten Staaten konnte die Berichte über einen Beschuss durch die Syrische Marine nicht bestätigen. Russland liefert über den Hafen Latakia Gebrauchsgüter, auch Waffen, und ist mit Kriegsschiffen im Hafen präsent. Im Spätsommer 2015 verlegte die Russische Föderation Kampfflugzeuge auf den Internationalen Flughafen Basil al-Assad, um sie gegen islamistische Kämpfer im Bürgerkrieg einzusetzen. Zur Absicherung wurden neben einer Handvoll Schützenpanzerwagen auch neun T-90 und ein paar Selbstfahrlafetten auf dieser provisorischen Basis stationiert.

## Stadtbild

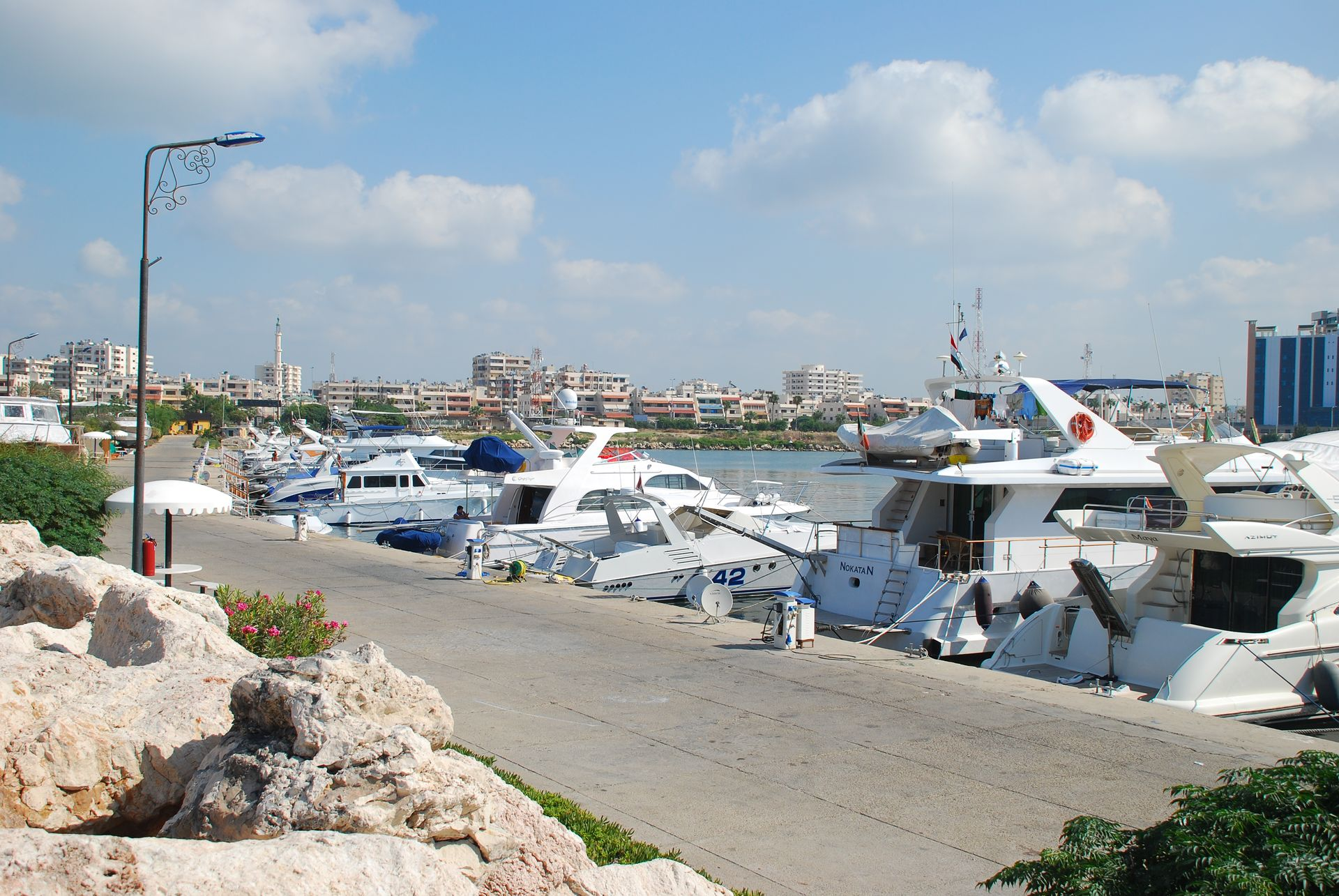
Yachthafen und neues Wohngebiet im Norden

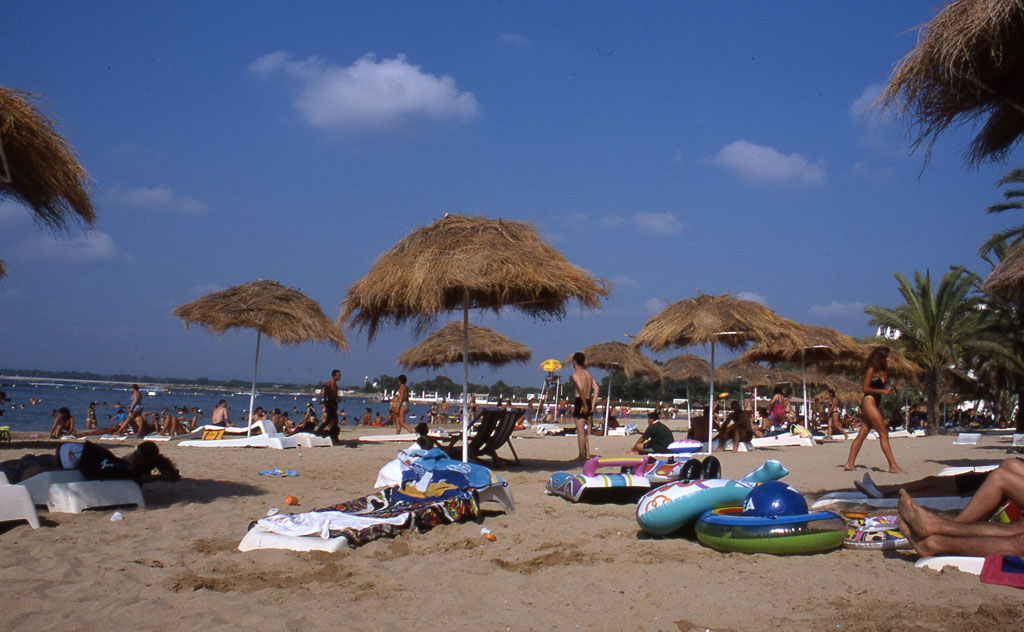
Cote d’Azur-Strand

Der Ausbau des Hafens ab den 1970er Jahren zu einem modernen Containerhafen geschah im Bereich des Stadtzentrums mit der Folge, dass die ehemals als Uferpromenade angelegte Corniche zur Meerseite im gesamten Stadtgebiet von einer hohen Mauer begrenzt wird. Das moderne Geschäftszentrum mit mehrgeschossigen Neubauten für Konsumartikel des gehobenen Bedarfs hat sich in den letzten Jahrzehnten an der Stelle von Häuserzeilen aus der französischen Mandatszeit entwickelt. Von einer noch älteren arabischen Altstadt sind nur noch wenige Meter einer schmalen Gasse übriggeblieben. Sie zeigt, dass Latakia zur osmanischen Zeit aus dicht stehenden Häusern mit massiven Kalksteinmauern und überwölbten, fensterlosen Erdgeschossräumen bestanden hat, die als Werkstätten und Läden genutzt wurden. Uniforme fünf- bis sechsgeschossige Wohnblocks erweitern das Stadtzentrum über den 1,5 Kilometer im Osten gelegenen Bahnhof hinaus. In Küstennähe nach Süden folgen auf einen Wohnstadtteil zum Hafen gehörende Lagerhallen.
Die jüngste Erweiterung der Wohnbebauung erfolgt Richtung Norden. In drei bis vier Kilometer Entfernung vom Zentrum entstehen seit etwa 2000 im Bereich und nördlich des Fischer- und Yachthafens moderne Wohnanlagen mit Eigentumswohnungen. Das Villengebiet der Stadt befindet sich auf der Landzunge Ibn Hani, acht Kilometer nördlich. Dort reihen sich am Cote d’Azur genannten feinen Sandstrand mehrere Luxushotels. An der Nordküste der Halbinsel liegt die ugaritische Ausgrabungsstätte Ras Ibn Hani.

## Wirtschaft
1971 wurden im Hafen 1,6 Millionen Tonnen Fracht verladen, nach dem Ausbau 1981 waren es 3,6 Millionen Tonnen. Eingeführt werden Metall, Maschinen und Chemikalien. Zu den Ausfuhrgütern zählen die Erdölprodukte Bitumen und Asphalt, Getreide, Baumwolle, Pflanzenöl und Tabak („Latakia-Tabak“). Der größte Bereich des Hafens mit 43 Hektar wird vom Container-Terminal eingenommen, die Lagerkapazität beträgt 15.000 bis 17.000 Container. Nur das seit den 1970er Jahren in den Ölfeldern Nordostsyriens geförderte Erdöl wird über eine Pipeline zum Hafen Tartus befördert und von dort exportiert.
Mit dem syrischen Bürgerkrieg begann der Export von in Syrien (bspw. in Kusseir) produzierten Drogen über den Seehafen von Latakia, um durch den Drogenhandel Devisen zu erhalten, die durch die internationalen Sanktionen für den syrischen Staat schwer erhältlich wurden. Alleine im Jahr 2020 verschifften Angehörige der al-Assad-Familie von dort über 128 Millionen Captagon-Pillen in die Welt.
Der Fischfang deckt den regionalen Bedarf. In der Umgebung werden Getreide, Baumwolle, Tabak und Obst angebaut. Der nationale und ausländische Tourismus konzentriert sich auf den Strand der Halbinsel Ibn Hani, die Saison dauert von Frühjahr bis Mitte Oktober. Hauptsehenswürdigkeit ist das 16 Kilometer nördlich gelegene Ugarit.

## Bildung und Kultur
Die wichtigste und bekannteste Bildungseinrichtung der Stadt ist die Universität Latakia. Sie wurde 1971 unter Präsident Hafiz al-Assad gegründet und ist die drittgrößte Universität des Landes.
Latakia ist auch Namensgeber einer syrischen, feuergetrockneten Tabaksorte, die beispielsweise als Würztabak in klassisch-englischen Pfeifentabaken verwendet wird. Sie gibt den verschiedenen Pfeifentabaksorten, die aus verschiedenen Tabaken gemischt werden, eine typische kräftige Note. Eine weitere Latakia-Tabaksorte kommt aus Zypern. Latakia-Tabake werden von ihren Liebhabern geschätzt, weil sie insbesondere den Tabaksorten aus Virginia beim Rauchen die brennenden Spitzen auf der Zunge nehmen.
In der Stadt gibt es drei Sportvereine: Tischrin, Hutteen und AL EMAD.
Jedes Jahr im August findet in Latakia ein großes „Festival der Liebe“ (Al-Mahaba Festival) statt. Dieses Festival bietet Konzerte, sonstige Kulturveranstaltungen und Sportaktivitäten.
Das 1986 eröffnete Stadtmuseum mit einigen Fundstücken aus Ugarit ist in einem osmanischen Khan untergebracht.

## Klima
An der Küste regnet es mehr als in den übrigen Landesteilen. Die Niederschläge fallen vor allem in den Monaten November bis März. Die höchsten Mengen mit jeweils knapp über 160 Millimeter werden im Dezember und Januar registriert. Die Sommermonate sind praktisch regenfrei. Die durchschnittlichen Tageshöchsttemperaturen liegen zwischen 15,6 °C im Januar und 29,7 °C im August.
|                       | Jan   | Feb  | Mär  | Apr  | Mai  | Jun  | Jul  | Aug  | Sep  | Okt  | Nov  | Dez   |   |       |
| Mittl. Tagesmax. (°C) | 15,6  | 16,3 | 18,4 | 21,5 | 24,2 | 26,8 | 28,9 | 29,7 | 29,0 | 26,8 | 22,1 | 17,3  | ⌀ | 23,1  |
| Mittl. Tagesmin. (°C) | 8,4   | 9,0  | 10,9 | 14,0 | 17,1 | 20,9 | 24,0 | 24,5 | 22,1 | 18,4 | 13,7 | 10,0  | ⌀ | 16,1  |
|                       |       |      |      |      |      |      |      |      |      |      |      |       |   |       |
| Niederschlag (mm)     | 162,6 | 99,8 | 90,6 | 44,2 | 21,0 | 4,5  | 0,9  | 4,5  | 7,8  | 67,1 | 95,2 | 160,7 | Σ | 758,9 |
|                       |       |      |      |      |      |      |      |      |      |      |      |       |   |       |
| Sonnenstunden (h/d)   | 4,4   | 5,3  | 6,4  | 7,5  | 9,6  | 10,7 | 10,5 | 10,2 | 9,6  | 8,0  | 6,4  | 4,9   | ⌀ | 7,8   |
|                       |       |      |      |      |      |      |      |      |      |      |      |       |   |       |
| Regentage (d)         | 13    | 17   | 11   | 7    | 4    | 1    | 0    | 1    | 2    | 6    | 8    | 13    | Σ | 83    |
|                       |       |      |      |      |      |      |      |      |      |      |      |       |   |       |
| Luftfeuchtigkeit (%)  | 63    | 62   | 65   | 68   | 72   | 74   | 74   | 73   | 68   | 62   | 57   | 65    | ⌀ | 67    |

| 8,4 |

| 9,0 |

| 10,9 |

| 14,0 |

| 17,1 |

| 20,9 |

| 24,0 |

| 24,5 |

| 22,1 |

| 18,4 |

| 13,7 |

| 10,0 |

| 8,4 |

| 9,0 |

| 10,9 |

| 14,0 |

| 17,1 |

| 20,9 |

| 24,0 |

| 24,5 |

| 22,1 |

| 18,4 |

| 13,7 |

| 10,0 |

## Persönlichkeiten

### Söhne und Töchter
- Hanna Mina (1924–2018), Schriftsteller
- Anisa Machluf (1930–2016), Ehefrau des Präsidenten Hafiz al-Assad
- Rasha Abbas (* 1984), Schriftstellerin und Journalistin